# Sarah Connor (postać)
Sarah Connor – postać fikcyjna z serii filmów Terminator, matka i nauczycielka przyszłego przywódcy ruchu oporu Johna Connora, miłość Kyle’a Reese’a.
W dwóch pierwszych częściach pełnometrażowych filmu (oraz jednej krótkometrażowej) zagrała ją Linda Hamilton, w serialu Terminator: Kroniki Sary Connor w postać Sary wcieliła się Lena Headey. W filmie Terminator: Genisys postać odgrywa Emilia Clarke. W szóstym filmie z serii Terminator do roli Sary Connor powróciła Linda Hamilton.

## Życiorys
Urodziła się w 1959. Jest matką przywódcy rebeliantów przeciwko buntowi maszyn – Johna Connora. Poznajemy ją po raz pierwszy, gdy pracuje w barze. Właśnie tam dowiaduje się o śmierci pierwszej Sary Connor (terminator T-800 zabijał wszystkie kobiety o jej nazwisku, korzystając z książki telefonicznej, bo znał tylko nazwisko swojego celu). Ma chłopaka, jednak pewnego wieczoru nie zjawia się on na umówioną randkę, więc sama wychodzi „na miasto”. Tam, w lokalu Tech-Noir zostaje zaatakowana przez Terminatora i obroniona przez żołnierza Kyle’a Reese’a wysłanego z przyszłości przez ludzi, by ją chronił. Sarah nawiązuje z nim romans i zachodzi z nim w ciążę, której efektem jest przyszły przywódca buntowników.
Matka Sary została zabita przez Terminatora w pierwszej części filmu, gdy ten odnalazł jej adres w skorowidzu w mieszkaniu Sary.
Sarah pojawia się też w drugiej części. Jej opowieści o buncie maszyn oraz próba zniszczenia fabryki komputerów sprawiły, że ludzie zaczęli ją uważać za osobę niepoczytalną i zamknęli w zakładzie psychiatrycznym. Przeprogramowanemu już wtedy T-800 oraz Johnowi udało się ją uwolnić.
W trzeciej części jest jedynie wspominana przez syna. W 1994 zdiagnozowano u niej białaczkę. Lekarze dawali jej zaledwie kilka miesięcy, ona przeżyła kolejne trzy lata, aby przekonać się, czy wojna wybuchnie czy nie. W chwili śmierci Johna przy niej nie było i chłopak nie wiedział, gdzie została pochowana. Dowiaduje się tego od T-800, który ponownie cofnął się w czasie, aby ochraniać jego i jego przyszłą żonę Kate Brewster. Po tym jak zmarła, jej przyjaciele skremowali ciało, a prochy rozsypali, zaś do jej trumny włożyli broń i amunicję, co miało wskazywać, że nie do końca uwierzyła w wolność swoją i syna.